# 2047
2047 (MMXLVII) será un año normal comenzado en martes en calendario gregoriano. Será también el número 2047 anno Dómini o de la designación de Era Cristiana, además del cuadragésimo séptimo del Siglo XXI y del tercer milenio. También será el séptimo de la quinta década del Siglo XXI y el octavo del decenio de los 2040. Será designado como:
- El Año del Conejo, según el horóscopo chino.

## Acontecimientos

### Enero
- 12 de enero: Se producirá un eclipse lunar total.

### Julio
- 7 de julio: Se producirá un eclipse lunar total

- 22 de julio: Se producirá un eclipse solar parcial.

### Diciembre
- 31 de diciembre: Después de esta fecha, las obras publicadas entre el 1 de enero de 1978 y el 31 de diciembre de 2002 tienen la posibilidad de ingresar al dominio público en los Estados Unidos. La ley de derechos de autor de EE. UU. prohíbe específicamente que cualquier trabajo creado durante ese período ingrese automáticamente al dominio público antes de esta fecha.

- Datos: Q49922
- Multimedia: 2047 / Q49922